# Записки Императорского общества сельского хозяйства Южной России
Запи́ски Импера́торского о́бщества се́льского хозя́йства Ю́жной Росси́и — периодическое издание Императорского общества сельского хозяйства Южной России, издававшееся в Одессе и Кишинёве.
«Записки Императорского общества сельского хозяйства Южной России» издавались с 1832 года. С 1833 по 1840 год журнал издавался под названием «Листки общества сельского хозяйства Южной России».
Тираж  издания был — 250 экземпляров. В издании размещались, кроме статей, целые руководства, как оригинальные, так и переводные, по разным отраслям сельского хозяйства в применении их к югу России. Материалы о сельском хозяйстве Южной России был размещён в пяти разделах: 1-й – о деятельности Императорского общества: журналы,годовые собрания, отчёты, труды и доклады комиссий и т. п; 2-й – научно-практические статьи по вопросам сельского хозяйства и вспомогательных смежных наук; 3-й – рассмотрение сельскохозяйственных технических и экономических вопросов; 4-й – обзор новых отечественных и зарубежных изданий; 5-й – опыт, наблюдения, исследования членов Императорского общества. Основная темы издания: климат, почвы, выращивание сельскохозяйственных растений, животноводство, лесоводство, садоводство, виноградарство, шелководство, водоснабжение, экономические вопросы ведения сельского хозяйства и тому подобное. Среди авторов – И. У. Палимпсестов («Обозрение различных отраслей сельского хозяйства юга России», «Об обработке земли», «О прорастании семян», «Об устройстве водохранилищ в степях юга России (с рисунками)», «О возделывании винограда»), В. Н. Каразин, В. Х. Кондораки (крымские леса, лесное и сельское хозяйство в Крыму), К. Бернацкий («Сельскохозяйственные очерки Смелянского графов Бобринских имения»), С. Семашко («Породы крупного рогатого скота в Южной полосе России»).